# Ulica Ruska we Lwowie
Ulica Ruska we Lwowie (ukr вулиця Руська) – jedna z ulic śródmieścia, obecnie w rejonie halickim. Zaczyna się od jednego z narożników Placu Rynek (jako i ulica Serbska), biegnie niemal na wschód, kończy się na skrzyżowaniu z ulicą Podwalną (Wałami Gubernatorskimi). Nazwa pochodzi od faktu, że dzielnica średniowiecznego miasta, w której została założona, była zamieszkiwana przeważnie przez Rusinów.
Przy ulice znajdują się liczne zabytki o skalach państwowej i lokalnej, m.in.:
- cerkiew Zaśnięcia Matki Bożej (Wołoska, Ruska, Uspieńska) we Lwowie wraz z dzwonnicą (wieża Korniakta)
- budynek Towarzystwa Ubezpieczeń Wzajemnych „Dnister”

Ulicą jest poprowadzona linia tramwajowa. Obok cerkwi Zaśnięcia Matki Bożej znajduje się przystanek tramwajowy.